# Паттерсон, Флойд
Флойд Паттерсон (англ. Floyd Patterson, 4 января 1935, Уэйко, Северная Каролина, США — 11 мая 2006, Нью-Полц, Нью-Йорк, США) — американский боксёр-профессионал, олимпийский чемпион 1952 года, двукратный чемпион мира в супертяжёлом весе (1956-1959, 1960-1961). 
До победы Тайсона над Бербиком в 1986 году являлся самым молодым чемпионом мира в тяжёлом весе (21 год и 11 месяцев). Особо запомнился тремя поединками за чемпионский пояс со шведским боксёром Ингемаром Юханссоном. Паттерсон вошёл в десятку лучших тяжеловесов мира по итогам года по версии BoxRec 16 раз, заняв первое место в 1986 и 1987 гг.

## Биография

### Ранние годы
Флойд Паттерсон родился 4 января 1935 года в бедной семье Рея и Аннабель Паттерсонов. В возрасте 10 лет его отправили в школу интернат Уилт-вике (англ. Wiltwyck School). Там его заметил тренер по боксу Константино Д’Амато. Позже когда он вернулся его направили в «600» школу, для проблемной молодёжи.
Уже в 15 летнем возрасте Флойд одержал победу в турнире «Золотые перчатки».

### Карьера
Карьера Флойда Паттерсона стремительно росла. В 1952 году он был включён в состав Олимпийской сборной Соединённых Штатов, и полностью оправдал ожидания, завоевав золотую медаль в Хельсинки".
Перешёл в тяжёлый вес в 1956 году. 15 ноября он победил Арчи Мура в поединке за чемпионский титул, став при этом самым молодым чемпионом мира в тяжёлом весе на то время, в возрасте 21 года. Позже этот рекорд побьёт Майк Тайсон, когда станет мировым чемпионом в этой весовой категории в возрасте 20 лет.
Паттерсон уступил чемпионский титул Ингемару Йоханссону в 1959 году. Однако уже в июне 1960 года он взял реванш и вернул себе титул, отправив Йоханссона в глубокий нокаут в пятом раунде.
Паттерсон был очень скромным, вежливым и даже ранимым человеком, из-за чего и получил своё прозвище — «Джентльмен бокса». Например, отправив Йоханссона в глубокий нокаут (тот лежал на настиле ринга и его ноги судорожно подёргивались), он вместо ликования и всяческой демонстрации превосходства бросился помогать тому прийти в себя. По его собственному признанию, он ужаснулся от того, что он так сильно избил человека. Безусловно, Паттерсон являлся хорошим примером достойного человека с высоким уровнем морали (и это несмотря на то, что вырос он в очень бедной семье в одном из самых бедных районов Нью-Йорка — Бедфорд-Стайвесант), однако его неспособность к агрессии постоянно служила ему недобрую службу на ринге и вне его: проигрыши сопровождались периодами тяжёлой депрессии, а перед предстоящими боями он испытывал мучительные приступы страха. Кас Д’Амато признавался, что почти абсолютная неспособность к агрессии является, в случае с Флойдом, проблемой, которую ему как тренеру не удалось преодолеть. «Я не великий чемпион — я просто чемпион», нередко повторял скромняга Паттерсон, склонный к самоанализу, за который, кстати, европейские журналисты прозвали его «Фрейд Паттерсон» (намекая на доктора Зигмунда Фрейда).
Паттерсон являлся очень техничным боксёром и великолепно владел техникой защиты «Пик-а-бу», которую впоследствии применял и Тайсон. Его коронным ударом был амплитудный хук слева, названный за хлёсткую и стремительную манеру «ударом кенгуру». Учитывая технический уровень Паттерсона, можно утверждать, что причинами большей части проигранных боёв в карьере Флойда явились относительно небольшой для его категории вес (около 86 кг) и сложности в психологической подготовке, связанные с его мягким характером.
В 1962 году Паттерсон уступил чемпионский титул Сонни Листону. Это был, пожалуй, один из самых сложных боёв в его карьере, учитывая тот факт, что Листоном в то время можно было запугать даже самого смелого боксёра-профессионала. Агрессия и ледяное спокойствие Листона было притчей во языцех, большинство просто панически боялись этого «стального» боксёра «со взглядом палача». Второй бой против Сонни Листона состоялся 22 июля 1963 года. Как и в первом, Паттерсон был нокаутирован в первом раунде.
Лишь Мухаммед Али позже нашёл возможность деморализовать Листона и исколотить его так, что последний отказался от продолжения боя.
С Мухаммедом Али Флойд Паттерсон встречался на ринге дважды — в 1965 и 1972 годах. Оба боя он проиграл — в первом случае техническим нокаутом в 12 раунде. После второго проигрыша Мухаммеду Али Паттерсон принял решение уйти с профессионального ринга. На тот момент ему было 37 лет.
В последние годы жизни Флойд Паттерсон страдал от болезни Альцгеймера, а также от рака простаты. Он умер в 2006 году в возрасте 71 года. Похоронен Паттерсон на кладбище New Paltz Cemetery в округе Алстер штата Нью-Йорк.

## Интересные факты
- В 1956 и 1960 годах Флойд Паттерсон признавался лучшим боксёром[2].

По словам двухкратного чемпиона в тяжёлом весе Флойда Патерсона, его разрушительное оружие это " Удар газели "

## Цитаты
- «Меня называют боксёром, который падал чаще других. Но ведь и вставал я — чаще других»